# Markus Scheibel (Schiedsrichter)
Markus Scheibel (* 30. Oktober 1964 in Schönebeck (Elbe)) ist ein ehemaliger deutscher Fußballschiedsrichter.

## Leben
Markus Scheibel begann seine sportliche Laufbahn als Schiedsrichter 1986 bei der BSG Traktor Kleinmühlingen/Zens und wechselte 1994 zur TSG Calbe. Seit 1993 war Markus Scheibel als Schiedsrichter-Assistent für den DFB tätig. Er absolvierte für den DFB über 253 Einsätze in der Fußball-Bundesliga, der 2. Fußball-Bundesliga und im DFB-Pokal.
Von 1998 bis 2006 fungierte er als FIFA-Schiedsrichter-Assistent und war in mehr als 86 Spielen (UEFA-Cup, UEFA Champions League und Länderspiele) in Europa, Asien und Afrika tätig.
Im Sommer 2008 musste er aus gesundheitlichen Gründen seine Schiedsrichter-Karriere beenden und wurde vom DFB verabschiedet. Nach dem Ende seiner aktiven Laufbahn war er für die Ausbildung und Förderung des Schiedsrichter-Nachwuchses im Fußballverband Sachsen-Anhalt (FSA) verantwortlich. 2012 übernahm er den Vorsitz des Schiedsrichter-Ausschusses des FSA.
Vom 27. April 2012 bis zum 26. Februar 2016 war Markus Scheibel Präsident des Kreisfachverband Fußball Salzland.